# Готгемсон
Готгемсон (швед. Gothemsån) — найбільша річка на острові Готланд, Швеція.  Площа басейну за різними даними становить 479,5 - 490 км².  